# Lista de comunistas portugueses
Esta é uma lista de pessoas ligadas ao Partido Comunista Português, que são, ou foram, deputados, militantes, ou apoiantes.

## Deputados

### Assembleia da República
| Nome              | Retrato | Local                   | Período                                                                                               | Círculo eleitoral                                        | Notas | Nascimento | Morte | Ref        |
| ----------------- | ------- | ----------------------- | --- | -------------------------------------------------------- | --- | ---------- | ----- | ---------- |
| Jerónimo de Sousa |         | Assembleia da República | Eleições legislativas de 2019, 2015, 2011, 2009, 2005, 2002, 1991, 1987, 1985, 1983, 1980, 1979, 1976 | Distrito de Lisboa; Distrito de Setúbal (apenas em 1985) | — | 1947       | —     | [ 1 ]      |
| Álvaro Cunhal     |         | Assembleia da República | Eleições legislativas de 1985, 1983, 1980, 1979, 1976                                                 | Distrito de Lisboa                                       | Foi ministro sem pasta nos Governos Provisórios; Não chegou a ocupar o cargo na Assembleia Constituinte e foi substituído por Hipólito Fialho dos Santos | 1913       | 2005  | [ nota 2 ] |
| Diana Ferreira    |         | Assembleia da República | Eleições legislativas de 2019, 2015                                                                   | Distrito do Porto                                        | — | 1981       | —     | [ 3 ]      |
| Ana Mesquita      |         | Assembleia da República | Eleições legislativas de 2019, 2015                                                                   | Distrito do Porto                                        | — | 1979       | —     |            |
| João Oliveira     |         | Assembleia da República | Eleições legislativas de 2019, 2015, 2011, 2009, 2005                                                 | Distrito de Évora                                        | Líder do grupo parlamentar entre 2013 e 2022 | 1979       | —     | [ 4 ]      |
| António Filipe    |         | Assembleia da República | Eleições legislativas de 2019, 2015, 2011, 2009, 2005, 2002, 1999, 1991, 1987                         | Distrito de Santarém                                     | — | 1963       | —     |            |
| Bruno Dias        |         | Assembleia da República | Eleições legislativas de 2019, 2015, 2011, 2009, 2005, 2002, 1999                                     | Distrito de Setúbal                                      | — | 1976       | —     |            |
| Paula Santos      |         | Assembleia da República | Eleições legislativas de 2019, 2015, 2011, 2009                                                       | Distrito de Setúbal                                      | — | 1980       | —     |            |
| João Dias         |         | Assembleia da República | Eleições legislativas de 2019                                                                         | Distrito de Beja                                         | — | 1973       | —     |            |
| Alma Rivera       |         | Assembleia da República | Eleições legislativas de 2019                                                                         | Distrito de Lisboa                                       | — | 1991       | —     | [ 5 ]      |
| Duarte Alves      |         | Assembleia da República | Eleições legislativas de 2019                                                                         | Distrito de Lisboa                                       | — | 1991       | —     |            |
| Honório Novo      |         | Assembleia da República | Eleições legislativas de 2011, 2009, 2005, 2002, 1999                                                 | Distrito do Porto                                        | — | 1950       | —     | [ 6 ]      |
| João Ramos        |         | Assembleia da República | Eleições legislativas de 2015, 2011, 2009                                                             | Distrito de Beja                                         | — | 1972       | —     |            |
| Carla Cruz        |         | Assembleia da República | Eleições legislativas de 2015, 2011                                                                   | Distrito de Braga                                        | — | 1971       | —     |            |
| Paulo Sá          |         | Assembleia da República | Eleições legislativas de 2015, 2011                                                                   | Distrito de Faro                                         | — | 1965       | —     |            |
| Francisco Lopes   |         | Assembleia da República | Eleições legislativas de 2019, 2015, 2011, 2009, 2005                                                 | Distrito de Setúbal                                      | — | 1955       | —     |            |
| Miguel Tiago      |         | Assembleia da República | Eleições legislativas de 2015, 2011, 2009, 2005                                                       | Distrito de Lisboa                                       | — | 1979       | —     |            |
| Rita Rato         |         | Assembleia da República | Eleições legislativas de 2015, 2011, 2009                                                             | Distrito de Lisboa                                       | — | 1983       | —     |            |
| Bernardino Soares |         | Assembleia da República | Eleições legislativas de 2011, 2009, 2005, 2002, 1999, 1995                                           | Distrito de Lisboa                                       | — | 1971       | —     |            |
| Odete Santos      |         | Assembleia da República | Eleições legislativas de 2005, 2002, 1999, 1995, 1991, 1987, 1985, 1983, 1980                         | Distrito de Setúbal                                      | — | 1941       | —     |            |
| Jorge Machado     |         | Assembleia da República | Eleições legislativas de 2015, 2011, 2009, 2005                                                       | Distrito do Porto                                        | — | 1976       | —     |            |
| Carlos Carvalhas  |         | Assembleia da República | Eleições legislativas de 2002, 1999, 1995, 1991, 1987, 1985, 1983, 1976                               | Distrito de Lisboa                                       | — | 1941       | —     |            |

### Eleições europeias
| Nome                | Retrato | Local                                       | Período                                | Notas                                                                                      | Nascimento | Morte | Ref        |
| ------------------- | ------- | ------------------------------------------- | -------------------------------------- | ------------------------------------------------------------------------------------------ | ---------- | ----- | ---------- |
| João Ferreira       |         | Parlamento Europeu                          | Eleições europeias de 2019, 2009       | —                                                                                          | 1978       | —     | [ nota 3 ] |
| Sandra Pereira      |         | Parlamento Europeu                          | Eleições europeias de 2019             | —                                                                                          | 1977       | —     | [ nota 4 ] |
| Inês Zuber          |         | Parlamento Europeu                          | Eleições europeias de 2014, 2009       | Substitui Ilda Figueiredo em 2012. É substituída por João Pimenta Lopes em janeiro de 2016 | 1980       | —     | [ nota 5 ] |
| Ilda Figueiredo     |         | Parlamento Europeu                          | Eleições europeias de 2009, 2004, 1999 | Substituída por Inês Zuber em 2012                                                         | 1948       | —     | [ nota 6 ] |
| José Barata-Moura   |         | Parlamento Europeu                          | Eleições europeias de 1989             | Substituiu Manuel Rogério de Sousa Brito em outubro de 1993                                | 1948       | —     | [ 12 ]     |
| João Pimenta Lopes  |         | Parlamento Europeu                          | Eleições europeias de 2014             | Substituiu Inês Zuber em janeiro de 2016                                                   | 1980       | —     | [ 9 ]      |
| José Barros Moura   |         | Parlamento Europeu                          | Eleições europeias de 1989, 1987       | Substituído por Manuel Rogério de Sousa Brito em janeiro de 1992                           | 1944       | 2003  | [ nota 7 ] |
| Honório Novo        |         | Assembleia da República, Parlamento Europeu | Eleições europeias de 1994             | —                                                                                          | 1950       | —     | [ 6 ]      |
| Carlos Aboim Inglez |         | Parlamento Europeu                          | Eleições europeias de 1987             | —                                                                                          | 1930       | 2002  | [ 14 ]     |

### Assembleia Constituinte
| Nome                           | Local                                                                  | Período                       | Círculo eleitoral      | Notas | Nascimento | Morte | Ref        |
| ------------------------------ | ---------------------------------------------------------------------- | ----------------------------- | ---------------------- | --- | ---------- | ----- | ---------- |
| Jerónimo de Sousa              | Assembleia da República, Assembleia Constituinte                       | Eleições legislativas de 1975 | Distrito de Lisboa     | — | 1947       | —     | [ 1 ]      |
| Álvaro Cunhal                  | Assembleia da República, Assembleia Constituinte, Governos Provisórios | Eleições legislativas de 1975 | Distrito de Lisboa     | Foi ministro sem pasta nos Governos Provisórios; Não chegou a ocupar o cargo na Assembleia Constituinte e foi substituído por Hipólito Fialho dos Santos | 1913       | 2005  | [ nota 8 ] |
| Francisco Miguel Duarte        | Assembleia Constituinte                                                | Eleições legislativas de 1975 | Distrito de Beja       | — |            |       |            |
| Fernando Blanqui Teixeira      | Assembleia Constituinte                                                | Eleições legislativas de 1975 | Distrito de Coimbra    | Substituído por Vital Martins Moreira |            |       |            |
| Carlos Carvalhas               | Assembleia da República, Assembleia Constituinte                       | Eleições legislativas de 1975 | Distrito de Lisboa     | — | 1941       | —     | [ 15 ]     |
| Manuel Gusmão                  | Assembleia Constituinte                                                | Eleições legislativas de 1975 | Distrito de Évora      | — |            |       |            |
| Carlos Alfredo de Brito        | Assembleia Constituinte                                                | Eleições legislativas de 1975 | Distrito de Faro       | — |            |       |            |
| Georgette de Oliveira Ferreira | Assembleia Constituinte                                                | Eleições legislativas de 1975 | Distrito de Lisboa     | — |            |       |            |
| Jaime Serra                    | Assembleia Constituinte                                                | Eleições legislativas de 1975 | Distrito de Lisboa     | — |            |       |            |
| José Magro                     | Assembleia Constituinte                                                | Eleições legislativas de 1975 | Distrito de Lisboa     | — |            |       |            |
| Octávio Pato                   | Assembleia Constituinte                                                | Eleições legislativas de 1975 | Distrito de Lisboa     | — |            |       |            |
| António Gervásio               | Assembleia Constituinte                                                | Eleições legislativas de 1975 | Distrito de Portalegre | Substituído por Joaquim Diogo Velês |            |       |            |
| Américo Leal                   | Assembleia Constituinte                                                | Eleições legislativas de 1975 | Distrito de Setúbal    | |            |       |            |
| António Dias Lourenço          | Assembleia Constituinte                                                | Eleições legislativas de 1975 | Distrito de Setúbal    | — |            |       |            |

## Militantes
| Nome                              | Entrada                   | Saída           | Notas                                | Nascimento | Morte | Refs        |
| --------------------------------- | ------------------------- | --------------- | ------------------------------------ | ---------- | ----- | ----------- |
| Domingos Abrantes                 | 1954                      | —               | —                                    | 1936       | —     | [ 16 ]      |
| Carlos Aboim Inglez               | 1946                      | —               | —                                    | 1930       | 2002  | [ 17 ]      |
| Maria Adelaide Aboim Inglez       | 1953                      | —               | —                                    | 1932       | 2008  |             |
| Alberto Araújo                    | 1934                      | —               | —                                    | 1909       | 1955  | [ 18 ]      |
| Joaquim Baptista Pereira          | 1946                      | —               | —                                    | 1921       | 1984  | [ 19 ]      |
| José Barata-Moura                 | ?                         | —               | —                                    | 1948       | —     | [ 20 ]      |
| Joaquim Barradas de Carvalho      | 1942                      | —               | —                                    | 1920       | 1980  |             |
| Luísa Basto                       | 1947                      | —               | —                                    | 1947       | —     |             |
| Henrique Caetano de Sousa         | 1921                      | 1923            | —                                    | 1888       | 1954  | [ 21 ]      |
| Alfredo Caldeira                  | 1931                      | —               | —                                    | 1908       | 1938  | [ 22 ]      |
| Arménio Carlos                    | 1977                      | —               | —                                    | 1955       | —     | [ 23 ]      |
| Adriano Correia de Oliveira       | 1960                      | —               | —                                    | 1942       | 1982  | [ 24 ]      |
| Maria Luísa da Costa Dias         | 1951                      | —               | —                                    | 1916       | 1975  |             |
| José Dias Coelho                  | 1940, final da década.    | —               | Assassinado a tiro pela PIDE         | 1923       | 1961  | [ 25 ]      |
| António Dias Lourenço             | 1932                      | —               | —                                    | 1915       | 2010  | [ 26 ]      |
| Francisco Miguel Duarte           | 1932                      | —               | —                                    | 1907       | 1988  | [ 27 ]      |
| Catarina Eufémia                  | 1952                      | —               | Assassinada a tiro pela GNR          | 1928       | 1954  | [ nota 11 ] |
| Maria Lucília Estanco Louro       | 1974                      | —               | —                                    | 1922       | 2018  |             |
| Maria das Dores Meira             | ?                         | —               | —                                    | 1956       | —     |             |
| Albina Fernandes                  | 1945                      | —               | —                                    | 1928       | 1970  |             |
| Georgette Ferreira                | 1943                      | —               | —                                    | 1925       | 2017  | [ 30 ]      |
| Sofia Ferreira                    | 1945                      | —               | —                                    | 1922       | 2010  | [ 31 ]      |
| Júlio Fogaça                      | 1935                      | 1961            | —                                    | 1907       | 1980  | [ 32 ]      |
| António Gervásio                  | 1945                      | —               | —                                    | 1927       | 2020  |             |
| Joaquim Gomes                     | 1934                      | —               | —                                    | 1917       | 2010  |             |
| José Gregório                     | 1933                      | —               | —                                    | 1908       | 1961  | [ 33 ]      |
| Manuel Guedes                     | 1931                      | —               | —                                    | 1909       | 1983  |             |
| Fernanda Lapa                     | 1978                      | —               | —                                    | 1943       | 2020  | [ 34 ]      |
| Carolina Loff                     | 1930, década de           | 1940, década de | Expulsão por suspeitas de espionagem | 1911       | 1999  | [ 35 ]      |
| Fernando Lopes-Graça              | 1948                      | —               | —                                    | 1906       | 1994  | [ 36 ]      |
| Francisco Martins Rodrigues       | 1953                      | —               | —                                    | 1927       | 2008  |             |
| Conceição Matos                   | 1956                      | —               | —                                    | 1936       | —     | [ 37 ]      |
| José Moreira                      | 1945                      | —               | —                                    | 1912       | 1950  |             |
| Virgínia Moura                    | 1933                      | —               | —                                    | 1915       | 1998  | [ 38 ]      |
| Maria Alda Nogueira               | 1942                      | —               | —                                    | 1923       | 1998  | [ 39 ]      |
| Fernanda de Paiva Tomás           | 1952                      | —               | —                                    | 1928       | 1984  |             |
| Carlos Paredes                    | 1958                      | —               | —                                    | 1925       | 2004  | [ 40 ]      |
| Octávio Pato                      | 1941                      | —               | —                                    | 1925       | 1999  | [ 41 ]      |
| Francisco de Paula Oliveira       | 1929                      | 1938            | —                                    | 1908       | 1993  | [ 42 ]      |
| Fernanda Peleja Patrício          | 1959                      | —               | —                                    | 1929       | 2000  |             |
| Soeiro Pereira Gomes              | 1930, segunda metade de   | —               | —                                    | 1909       | 1949  | [ 43 ]      |
| Ludgero Pinto Basto               | 1932                      | —               | —                                    | 1999       | 2005  |             |
| Pires Jorge                       | 1934                      | —               | —                                    | 1907       | 1984  | [ 44 ]      |
| Maria Rosalinda Pólvora Labaredas | 1959                      | —               | —                                    | 1940       | 2020  |             |
| Alves Redol                       | 1940, início da década de | —               | —                                    | 1911       | 1969  | [ 45 ]      |
| Militão Ribeiro                   | 1930, início da década de | —               | —                                    | 1896       | 1950  | [ 46 ]      |
| José Rodrigues Miguéis            | 1931-32                   | ?               | —                                    | 1901       | 1980  | [ nota 12 ] |
| Miguel Russel                     | 1931                      | —               | —                                    | 1908       | 1992  |             |
| Mário Sacramento                  | 1940, por volta de        | —               | —                                    | 1920       | 1969  | [ nota 13 ] |
| Maria dos Santos Machado          | 1930                      | —               | —                                    | 1890       | 1958  | [ 51 ]      |
| Ary dos Santos                    | 1969                      | —               | —                                    | 1936       | 1984  | [ 52 ]      |
| Pedro dos Santos Soares           | 1933                      | —               | —                                    | 1915       | 1975  |             |
| José Saramago                     | 1969                      | —               | —                                    | 1922       | 2010  | [ 53 ]      |
| Jaime Serra                       | 1935                      | —               | —                                    | 1921       | —     | [ 54 ]      |
| Margarida Tengarrinha             | 1952                      | —               | —                                    | 1928       | —     |             |
| José de Sousa                     | 1921                      | 1943            | —                                    | 1898       | 1967  |             |
| Ângelo Veloso                     | 1949                      | —               | —                                    | 1930       | 1990  | [ 55 ]      |
| Sérgio Vilarigues                 | 1931                      | —               | —                                    | 1914       | 2007  | [ 17 ]      |
| Cândida Ventura                   | 1943                      | 1975            | —                                    | 1918       | 2015  |             |
| José Vitoriano                    | 1941                      | —               | —                                    | 1917       | 2006  |             |

## Apoiantes
| Nome                 | Apoio público mais recente | Nascimento | Morte | Refs   |
| -------------------- | -------------------------- | ---------- | ----- | ------ |
| Jorge Palma          | 2019                       | 1950       | —     | [ 56 ] |
| Álvaro Siza Vieira   | 2019                       | 1933       | —     | [ 56 ] |
| António "Toy" Ferrão | 2019                       | 1963       | —     | [ 56 ] |
| Rui Zink             | 2019                       | 1961       | —     | [ 56 ] |
| Jorge Andrade        | 2019                       | 1978       | —     | [ 56 ] |
| Janita Salomé        | 2019                       | 1947       | —     | [ 56 ] |
| Fernando Ribeiro     | 2019                       | 1974       | —     | [ 56 ] |
| Gonçalo Waddington   | 2019                       | 1977       | —     | [ 56 ] |
| Rita Lello           | 2019                       | 1970       | —     | [ 56 ] |
| João Goulão          | 2019                       | 1954       | —     | [ 56 ] |
| Carlos do Carmo      | 2021                       | 1939       | 2021  | [ 57 ] |

## Outros
Artistas
- Cipriano Dourado

Escritores
- Augusto da Costa Dias
- Alberto Ferreira
- José Gomes Ferreira
- Manuel da Fonseca
- Miguel Urbano Rodrigues
- Orlando Costa
- Urbano Tavares Rodrigues
- Luiz Pacheco

Resistentes antifascistas
- Alfredo Dinis[58]
- António Dias Lourenço
- José Casanova
- José Vitoriano
- Sita Valles

Académicos
- Bento de Jesus Caraça

Sindicalistas
- Manuel Carvalho da Silva
- Arménio Carlos
- Isabel Camarinha

Outros
- Abílio Fernandes
- António Simões de Abreu
- Ilda Figueiredo
- Miguel Madeira
- Alexís Jasek
- Grégory Jerome Jasek
- Pedro Guerreiro
- Sérgio Ribeiro
- Vasco Gonçalves
- Ruben de Carvalho
- Fernando Piteira Santos
- Stella Piteira Santos